# M1074統合突撃橋
M1074 統合突撃橋（M1074 とうごうとつげききょう、英語: M1074 Joint Assault Bridge、JAB）は、アメリカ合衆国でM1エイブラムス主力戦車をベースに開発された架橋戦車（AVLB、英語: Armoured Vehicle-Launched Bridge）である。

## 開発
1990年代にM1エイブラムスの車体を用いて開発され、2003年に実戦配備されたM104ウルヴァリン重突撃橋が高価であった事から、工兵部隊が運用していた既存のM60 AVLBを完全に更新することは出来ず、M104とM60AVLBの間を埋める存在として計画されたのがJoint Assault Bridge, JABであった。開発は2012年に始まり、アメリカ陸軍とジェネラル・ダイナミクス・ランド・システムズ、レオナルドDRSとの間でそれぞれ契約が締結され、1両ずつ試作車が製作された。
試作車は2014年に完成し、アニストン陸軍工廠に引き渡されて評価試験が行われ、2016年8月にレオナルドDRSの試作車がM1074として採用された。
アメリカ陸軍は168両、海兵隊は29両の初期発注を行い、2016年から2018年にかけて51両の低率初期生産が完了した。これらの車両はアバディーン性能試験場での耐久性（爆風、砲火等）試験を受け、乗員保護に関するいくつかの設計変更を受けた後、全規模量産が承認された。
2019年4月に第1機甲師団第2機甲旅団戦闘団第40旅団工兵大隊において運用評価試験が開始され、2024年にかけて量産が行われることとなった。量産されるM1074は、陸軍・海兵隊・州兵部隊で運用されているM60AVLB、そして将来的にはM104ウルヴァリンを更新予定である。
オーストラリア陸軍は18両のM1074統合突撃橋の導入を計画しており、2021年にアメリカ政府によって承認された。また、ポーランドは2022年4月に、250両のM1A2 SEP V3エイブラムス主力戦車、26両のM88A2ハーキュリーズ装甲回収車、17両のM1074統合突撃橋の導入契約をアメリカ政府との間で締結した。

## 性能
M1074統合突撃橋は、M1A1相当の車体をベースとしてM1A2のサスペンションを組み込み、戦車型と同等のエンジンアップグレードを行っており、戦車型の最新モデルとの部品共通化によりメンテナンス費用を抑えつつ、性能向上が図られている。また、戦車型で導入された車体側面の爆発反応装甲パッケージ（TUSK）や、車体底面の増加装甲の装着も可能となっている。
突撃橋の展開機構はレオナルドDRSとイスラエル・ミリタリー・インダストリーズの共同開発で、搭載されるMLC95シザーズ式ブリッジは耐荷重95t、長さ18.3mの間隙を踏破可能な突撃橋を3分で展開可能である。